# Route européenne 014
Pour les articles homonymes, voir E014.
Ne doit pas être confondu avec la route européenne 14, située en Scandinavie.
La route européenne 014 (E014) est une route du Kazakhstan reliant Oucharal à Droujba.